# José María Velasco
José María Tranquilino Francisco de Jesús Velasco Gómez, semplicemente noto come José María Velasco (Temascalcingo, 6 luglio 1840 – Città del Messico, 26 agosto 1912), è stato un pittore messicano, considerato uno dei più grandi paesaggisti del XIX secolo.

## Biografia

### Infanzia
José María Velasco fu il primo di cinque figli di Don Felipe Velasco e di María Antonia Gómez Obregón di Velasco. Nell'anno 1849 la sua famiglia si trasferì a Città del Messico dove, pochi mesi dopo il suo arrivo, il padre Don Felipe morì, vittima di un'epidemia di colera. In seguito a ciò, José Maria lavorò come dipendente in un negozio di abbigliamento; contemporaneamente proseguì i suoi studi presso il Collegio Lancasteriano di Santa Catarina Màrtir e qui, data la sua grande inclinazione per il disegno, iniziò a mostrare le sue attitudini artistiche.

### Primi anni al San Carlos
Nel 1855 terminò i suoi studi primari e fu in quello stesso anno che, grazie all'aiuto di Luis Ponce de León, José María poté entrare all'Accademia di San Carlos a Città del Messico per frequentare i corsi notturni di pittura. Per tre mesi dipinse nei corridoi dell'Accademia, inizialmente sotto la direzione di Miguel Mata e, in un secondo momento, frequentò il corso di Juan Urruchi insieme allo scultore Felipe Sojo.
Pochi mesi dopo, iniziò a frequentare il corso di paesaggio tenuto dal pittore italiano Eugenio Landesio, originario di Torino. Questi, essendo stato discepolo di Carlos Markó, dominatore della tecnica del paesaggio, era approdato in Messico su iniziativa del Direttore dell'Accademia, il pittore catalano Pelegrín Clavé. Landesio approfondì con i suoi studenti le regole di composizione e si soffermò sui molti dettagli di luce, colore e forma delle opere esaminate.
 
D'altra parte, Velasco, all'Accademia intraprese anche lo studio delle scienze che, a suo modo di vedere, gli sarebbero state utili per la sua futura professione. Frequentò le lezioni di Anatomia (impartite dal Dr. Manuel Carpio), studiò Geologia nel Palacio de Minería (il Palazzo del Settore Minerario), prese anche lezioni di Botanica, Zoologia, Matematica e Fisica.
Le ristrettezze economiche in cui versava avrebbero potuto impedirgli di proseguire negli studi se Landesio e Santiago Rebull (un pittore proveniente dall'Europa che era stato nominato Direttore Generale dell'Accademia di San Carlos), nel 1860, non avessero organizzato un concorso il cui premio consisteva in una pensione per il vincitore. Velasco vinse il premio con la sua opera dell'Exconvento di San Agustin. Quel trionfo, oltre che risolvere i suoi problemi economici, lo riempì di fiducia ed entusiasmo ed egli si dedicò con maggior entusiasmo e risolutezza a rappresentare la natura nei suoi dipinti.